# Manchester United Football Club 2018-2019
Questa pagina raccoglie i dati riguardanti il Manchester United Football Club nelle competizioni ufficiali della stagione 2018-2019.

## Stagione
Dopo una finestra estiva di calciomercato caratterizzata da poche entrate e dalla partenza di Blind, la stagione dei Red Devils prende avvio in modo altalenante, complici i dissapori tra l'allenatore Mourinho, alcuni giocatori e la dirigenza.
In campionato, il Manchester United colleziona alcune vittorie tra numerosi risultati ambigui, come pareggi contro piccole squadre, e pesanti sconfitte. Tra queste, la batosta subita dal Liverpool costa caro a Mourinho, che viene licenziato e sostituito dal norvegese Solskjær, nominato allenatore ad interim. A sorpresa, il nuovo tecnico guida il Manchester United a una sequela di vittorie che si protrae per sei giornate di fila, ritornando a lottare per un posto in Europa. Il 10 marzo 2019 si interrompe la striscia di risultati utili consecutivi in campionato iniziata sotto Solskjær, durata 12 gare.
In Football League Cup, il Manchester United (di Mourinho) risulta precocemente fuori dai giochi a settembre 2018, complice la vittoria ai rigori del modesto Derby County di Lampard nel corso dei sedicesimi di finale. In FA Cup, i Red Devils (di Solskjær) riescono a superare i primi ostacoli, eliminando anche l'Arsenal all'Emirates Stadium.
In Champions League, lo United colleziona importanti risultati nella fase a gironi: sorteggiati con Juventus, Valencia e Young Boys, i Red Devils si posizionano secondi nel girone, riuscendo anche ad espugnare la roccaforte bianconera Allianz Stadium. Qualificatasi per gli ottavi di finale, la squadra viene appaiata con il PSG. Dopo una sconfitta per 0-2 rimediata all'Old Trafford (la prima sconfitta rimediata sotto la guida di Solskjær), i Red Devils riescono ad espugnare in extremis il Parco dei Principi per 3-1, aggiudicandosi un posto ai quarti di finale di Champions League per la regola dei gol in trasferta.

## Maglie e sponsor
| Casa | Trasferta | Terza divisa |

## Rosa
Rosa aggiornata, dal sito ufficiale, al 9 agosto 2018.
| N. |                           | Ruolo | Calciatore           |
| -- | ------------------------- | ----- | -------------------- |
| 1  | Spagna (bandiera)         | P     | David de Gea         |
| 2  | Svezia (bandiera)         | D     | Victor Lindelöf      |
| 3  | Costa d'Avorio (bandiera) | D     | Eric Bailly          |
| 4  | Inghilterra (bandiera)    | D     | Philip Anthony Jones |
| 6  | Francia (bandiera)        | C     | Paul Pogba           |
| 7  | Cile (bandiera)           | A     | Alexis Sánchez       |
| 8  | Spagna (bandiera)         | C     | Juan Manuel Mata     |
| 9  | Belgio (bandiera)         | A     | Romelu Lukaku        |
| 10 | Inghilterra (bandiera)    | A     | Marcus Rashford      |
| 11 | Francia (bandiera)        | A     | Anthony Martial      |
| 12 | Inghilterra (bandiera)    | D     | Chris Smalling       |
| 13 | Inghilterra (bandiera)    | P     | Lee Grant            |
| 14 | Inghilterra (bandiera)    | C     | Jesse Lingard        |
| 15 | Brasile (bandiera)        | C     | Andreas Pereira      |

| N. |                        | Ruolo | Calciatore                       |
| -- | ---------------------- | ----- | -------------------------------- |
| 16 | Argentina (bandiera)   | D     | Marcos Rojo                      |
| 17 | Brasile (bandiera)     | C     | Fred                             |
| 18 | Inghilterra (bandiera) | C     | Ashley Young (vicecapitano)      |
| 20 | Portogallo (bandiera)  | D     | Diogo Dalot                      |
| 21 | Spagna (bandiera)      | C     | Ander Herrera                    |
| 22 | Argentina (bandiera)   | P     | Sergio Romero                    |
| 23 | Inghilterra (bandiera) | D     | Luke Shaw                        |
| 25 | Ecuador (bandiera)     | C     | Luis Antonio Valencia (capitano) |
| 27 | Belgio (bandiera)      | C     | Marouane Fellaini                |
| 31 | Serbia (bandiera)      | C     | Nemanja Matić                    |
| 36 | Italia (bandiera)      | D     | Matteo Darmian                   |
| 39 | Scozia (bandiera)      | C     | Scott McTominay                  |
| 44 | Paesi Bassi (bandiera) | A     | Tahith Chong                     |
| 54 | Inghilterra (bandiera) | C     | Mason Greenwood                  |

## Calciomercato

### Sessione estiva(dall'1/7 al 9/8)
| Acquisti         | Acquisti    | Acquisti   | Acquisti                 |
| R.               | Nome        | da         | Modalità                 |
| ---------------- | ----------- | ---------- | ------------------------ |
| C                | Fred        | Šachtar    | definitivo (59,00 mln €) |
| D                | Diogo Dalot | Porto      | definitivo (22,00 mln €) |
| P                | Lee Grant   | Stoke City | definitivo (1,70 mln €)  |
| Altre operazioni |             |            |                          |
| R.               | Nome        | da         | Modalità                 |

| Cessioni         | Cessioni        | Cessioni      | Cessioni                 |
| R.               | Nome            | a             | Modalità                 |
| ---------------- | --------------- | ------------- | ------------------------ |
| D                | Daley Blind     | Ajax          | definitivo (16,00 mln €) |
| P                | Sam Johnstone   | West Bromwich | definitivo (7,35 mln €)  |
| C                | Michael Carrick |               | ritiro                   |
| Altre operazioni |                 |               |                          |
| R.               | Nome            | a             | Modalità                 |

### Sessione invernale(dal 1º/1 al 31/1)
| Acquisti | Acquisti     | Acquisti        | Acquisti      |
| R.       | Nome         | da              | Modalità      |
| -------- | ------------ | --------------- | ------------- |
| P        | Joel Pereira | Vitória Setúbal | fine prestito |

| Cessioni | Cessioni          | Cessioni         | Cessioni   |
| R.       | Nome              | a                | Modalità   |
| -------- | ----------------- | ---------------- | ---------- |
| P        | Joel Pereira      | Kortrijk         | prestito   |
| C        | Marouane Fellaini | Shandong Taishan | definitivo |

## Risultati

### Premier League

#### Girone di andata
| Arbitro: | Marriner |

|                          |           |           |
| Pogba 3’ (rig.) Shaw 83’ | Marcatori | 90’ Vardy |

| Arbitro: | Friend |

|                                      |           |                             |
| Murray 25’ Duffy 27’ Groß 44’ (rig.) | Marcatori | 34’ Lukaku 90’ (rig.) Pogba |

| Arbitro: | Pawson |

|  |           |                         |
|  | Marcatori | 50’ Kane 52’, 84’ Lucas |

| Arbitro: | Moss |

|  |           |                 |
|  | Marcatori | 27’, 44’ Lukaku |

| Arbitro: | Dean |

|          |           |                         |
| Gray 65’ | Marcatori | 35’ Lukaku 38’ Smalling |

| Arbitro: | Friend |

|          |           |              |
| Fred 18’ | Marcatori | 53’ Moutinho |

| Arbitro: | Oliver |

|                                                |           |              |
| Anderson 5’ Lindelöf 43’ (aut.) Arnautović 74’ | Marcatori | 71’ Rashford |

| Arbitro: | Taylor |

|                                  |           |                    |
| Mata 70’ Martial 76’ Sánchez 90’ | Marcatori | 7’ Kenedy 10’ Mutō |

| Arbitro: | Dean |

|                         |           |                  |
| Rüdiger 21’ Barkley 90’ | Marcatori | 55’, 73’ Martial |

| Arbitro: | Moss |

|                       |           |                       |
| Pogba 27’ Martial 49’ | Marcatori | 77’ (rig.) Sigurðsson |

| Arbitro: | Tierney |

|            |           |                          |
| Wilson 11’ | Marcatori | 35’ Martial 90’ Rashford |

| Arbitro: | Taylor |

|                                   |           |                    |
| Silva 12’ Agüero 48’ Gündoğan 86’ | Marcatori | 58’ (rig.) Martial |

| Manchester 24 novembre 2018, ore 15:00 WET 13ª giornata | Manchester Utd | 0 – 0 referto | Crystal Palace | Old Trafford (74 516 spett.)\| Arbitro: \| Mason \| |
| Arbitro:                                                | Mason          |               |                |                                                     |

| Arbitro: | Friend |

|                          |           |                        |
| Armstrong 13’ Soares 20’ | Marcatori | 33’ Lukaku 39’ Herrera |

| Arbitro: | Marriner |

|                         |           |                             |
| Martial 30’ Lingard 69’ | Marcatori | 26’ Mustafi 68’ (aut.) Rojo |

| Arbitro: | Probert |

|                                            |           |                   |
| Young 13’ Mata 28’ Lukaku 42’ Rashford 82’ | Marcatori | 67’ (rig.) Kamara |

| Arbitro: | Atkinson |

|                           |           |             |
| Mané 24’ Shaqiri 73’, 80’ | Marcatori | 33’ Lingard |

| Arbitro: | Oliver |

|                     |           |                                                             |
| Camarasa 38’ (rig.) | Marcatori | 3’ Rashford 29’ Herrera 41’ Martial 57’ (rig.), 90’ Lingard |

| Arbitro: | Moss |

|                          |           |                       |
| Matić 28’ Pogba 64’, 78’ | Marcatori | 88’ Mathias Jørgensen |

#### Girone di ritorno
| Arbitro: | Mason |

|                                       |           |         |
| Pogba 5’, 33’ Rashford 45’ Lukaku 72’ | Marcatori | 45’ Aké |

| Arbitro: | Marriner |

|  |           |                         |
|  | Marcatori | 64’ Lukaku 80’ Rashford |

| Arbitro: | Dean |

|  |           |              |
|  | Marcatori | 44’ Rashford |

| Arbitro: | Tierney |

|                               |           |          |
| Pogba 27’ (rig.) Rashford 42’ | Marcatori | 72’ Groß |

| Arbitro: | Moss |

|                               |           |                     |
| Pogba 87’ (rig.) Lindelöf 90’ | Marcatori | 51’ Barnes 81’ Wood |

| Arbitro: | Dean |

|  |           |             |
|  | Marcatori | 9’ Rashford |

| Arbitro: | Tierney |

|  |           |                                   |
|  | Marcatori | 14’, 65’ (rig.) Pogba 23’ Martial |

| Manchester 24 febbraio 2019, ore 14:05 WET 27ª giornata | Manchester Utd | 0 – 0 referto | Liverpool | Old Trafford (74 519 spett.)\| Arbitro: \| Oliver \| |
| Arbitro:                                                | Oliver         |               |           |                                                      |

| Arbitro: | Atkinson |

|          |           |                           |
| Ward 66’ | Marcatori | 33’, 52’ Lukaku 83’ Young |

| Arbitro: | Attwell |

|                             |           |                            |
| Pereira 53’ Lukaku 59’, 88’ | Marcatori | 26’ Valery 75’ Ward-Prowse |

| Arbitro: | Moss |

|                                 |           |  |
| Xhaka 12’ Aubameyang 69’ (rig.) | Marcatori |  |

| Arbitro: | Attwell |

|                          |           |              |
| Rashford 28’ Martial 72’ | Marcatori | 90’ Doucouré |

| Arbitro: | Dean |

|                              |           |               |
| Jota 25’ Smalling 77’ (aut.) | Marcatori | 13’ McTominay |

| Arbitro: | Scott |

|                              |           |              |
| Pogba 19’ (rig.), 80’ (rig.) | Marcatori | 49’ Anderson |

| Arbitro: | Tierney |

|                                                      |           |  |
| Richarlison 13’ Sigurðsson 28’ Digne 56’ Walcott 64’ | Marcatori |  |

| Arbitro: | Marriner |

|  |           |                    |
|  | Marcatori | 54’ Silva 66’ Sané |

| Arbitro: | Atkinson |

|          |           |            |
| Mata 11’ | Marcatori | 43’ Alonso |

| Arbitro: | Mason |

|            |           |              |
| Mbenza 60’ | Marcatori | 8’ McTominay |

| Arbitro: | Moss |

|  |           |                              |
|  | Marcatori | 23’ (rig.), 54’ Mendez-Laing |

### FA Cup
| Arbitro: | Attwell |

|                            |           |  |
| Mata 22’ (rig.) Lukaku 45’ | Marcatori |  |

| Arbitro: | Pawson |

|                |           |                                     |
| Aubameyang 43’ | Marcatori | 31’ Sánchez 33’ Lingard 82’ Martial |

| Arbitro: | Friend |

|  |           |                       |
|  | Marcatori | 31’ Herrera 45’ Pogba |

| Arbitro: | Atkinson |

|                      |           |              |
| Jiménez 70’ Jota 76’ | Marcatori | 90’ Rashford |

### Coppa di Lega
| Arbitro: | Attwell |

|                                                      |                      |                                                              |
| Mata 3’ Fellaini 90’                                 | Marcatori            | 59’ Wilson 85’ Marriott                                      |
| Lukaku Young Fellaini Fred Martial Dalot Matić Jones | Tiri di rigore 7 – 8 | Mount Jozefzoon Wilson Marriott Johnson Bryson Forsyth Keogh |

### Champions League

#### Fase a gironi
| Arbitro: | Aytekin |

|  |           |                                   |
|  | Marcatori | 35’, 44’ (rig.) Pogba 66’ Martial |

| Manchester 2 ottobre 2018, ore 20:00 WEST 2ª giornata | Manchester Utd | 0 – 0 referto | Valencia | Old Trafford (73 569 spett.)\| Arbitro: \| Vinčić \| |
| Arbitro:                                              | Vinčić         |               |          |                                                      |

| Arbitro: | Mažić |

|  |           |            |
|  | Marcatori | 17’ Dybala |

| Arbitro: | Hațegan |

|             |           |                            |
| Ronaldo 65’ | Marcatori | 86’ Mata 90’ (aut.) Sandro |

| Arbitro: | Brych |

|              |           |  |
| Fellaini 90’ | Marcatori |  |

| Arbitro: | Kabakov |

|                            |           |              |
| Soler 17’ Jones 47’ (aut.) | Marcatori | 87’ Rashford |

#### Fase ad eliminazione diretta
| Arbitro: | Orsato |

|  |           |                         |
|  | Marcatori | 53’ Kimpembe 60’ Mbappé |

| Arbitro: | Skomina |

|            |           |                                    |
| Bernat 12’ | Marcatori | 2’, 30’ Lukaku 90’ (rig.) Rashford |

| Arbitro: | Rocchi |

|  |           |                 |
|  | Marcatori | 12’ (aut.) Shaw |

| Arbitro: | Brych |

|                             |           |  |
| Messi 16’, 20’ Coutinho 61’ | Marcatori |  |

## Statistiche

### Statistiche di squadra
| Competizione     | Punti | In casa | In casa | In casa | In casa | In casa | In casa | In trasferta | In trasferta | In trasferta | In trasferta | In trasferta | In trasferta | Totale | Totale | Totale | Totale | Totale | Totale | DR  |
| Competizione     | Punti | G       | V       | N       | P       | Gf      | Gs      | G            | V            | N            | P            | Gf           | Gs           | G      | V      | N      | P      | Gf     | Gs     | DR  |
| ---------------- | ----- | ------- | ------- | ------- | ------- | ------- | ------- | ------------ | ------------ | ------------ | ------------ | ------------ | ------------ | ------ | ------ | ------ | ------ | ------ | ------ | --- |
| Premier League   | 66    | 19      | 10      | 6       | 3       | 33      | 25      | 19           | 9            | 3            | 7            | 32           | 29           | 38     | 19     | 9      | 10     | 65     | 54     | +11 |
| FA Cup           | -     | 1       | 1       | 0       | 0       | 2       | 0       | 3            | 2            | 0            | 1            | 6            | 3            | 4      | 3      | 0      | 1      | 8      | 3      | +5  |
| Coppa di Lega    | -     | 1       | 0       | 1       | 0       | 2       | 2       | 0            | 0            | 0            | 0            | 0            | 0            | 1      | 0      | 1      | 0      | 2      | 2      | 0   |
| Champions League | -     | 5       | 1       | 1       | 3       | 1       | 4       | 5            | 3            | 0            | 2            | 9            | 7            | 10     | 4      | 1      | 5      | 10     | 11     | -1  |
| Totale           | -     | 26      | 12      | 8       | 6       | 38      | 31      | 27           | 14           | 3            | 10           | 47           | 39           | 53     | 26     | 11     | 16     | 85     | 70     | +15 |

### Andamento in campionato
| Giornata  | 1 | 2 | 3  | 4  | 5 | 6 | 7  | 8 | 9  | 10 | 11 | 12 | 13 | 14 | 15 | 16 | 17 | 18 | 19 | 20 | 21 | 22 | 23 | 24 | 25 | 26 | 27 | 28 | 29 | 30 | 31 | 32 | 33 | 34 | 35 | 36 | 37 | 38 |
| --------- | - | - | -- | -- | - | - | -- | - | -- | -- | -- | -- | -- | -- | -- | -- | -- | -- | -- | -- | -- | -- | -- | -- | -- | -- | -- | -- | -- | -- | -- | -- | -- | -- | -- | -- | -- | -- |
| Luogo     | C | T | C  | T  | T | C | T  | C | T  | C  | T  | T  | C  | T  | C  | C  | T  | T  | C  | C  | T  | T  | C  | C  | T  | T  | C  | T  | C  | T  | C  | T  | C  | T  | C  | C  | T  | C  |
| Risultato | V | P | P  | V  | V | N | P  | V | N  | V  | V  | P  | N  | N  | N  | V  | P  | V  | V  | V  | V  | V  | V  | N  | V  | V  | N  | V  | V  | P  | V  | P  | V  | P  | P  | N  | N  | P  |
| Posizione | 7 | 9 | 13 | 10 | 8 | 7 | 10 | 8 | 10 | 8  | 7  | 8  | 7  | 7  | 8  | 6  | 6  | 6  | 6  | 6  | 6  | 6  | 6  | 6  | 5  | 4  | 6  | 6  | 5  | 6  | 6  | 6  | 6  | 6  | 6  | 6  | 6  | 6  |

Legenda:

Luogo: C = Casa; T = Trasferta. Risultato: V = Vittoria; N = Pareggio; P = Sconfitta.

### Statistiche dei giocatori
| Giocatore    | Premier League | Premier League | Premier League | Premier League | FA Cup   | FA Cup | FA Cup      | FA Cup     | Coppa di Lega | Coppa di Lega | Coppa di Lega | Coppa di Lega | Champions League | Champions League | Champions League | Champions League | Totale   | Totale | Totale      | Totale     |
| Giocatore    | Presenze       | Reti           | Ammonizioni    | Espulsioni     | Presenze | Reti   | Ammonizioni | Espulsioni | Presenze      | Reti          | Ammonizioni   | Espulsioni    | Presenze         | Reti             | Ammonizioni      | Espulsioni       | Presenze | Reti   | Ammonizioni | Espulsioni |
| ------------ | -------------- | -------------- | -------------- | -------------- | -------- | ------ | ----------- | ---------- | ------------- | ------------- | ------------- | ------------- | ---------------- | ---------------- | ---------------- | ---------------- | -------- | ------ | ----------- | ---------- |
| D. De Gea    | 38             | 0              | 1              | 0              | -        | -      | -           | -          | -             | -             | -             | -             | 9                | 0                | 0                | 0                | 47       | 0      | 1           | 0          |
| L. Grant     | -              | -              | -              | -              | -        | -      | -           | -          | 1             | 0             | 0             | 0             | -                | -                | -                | -                | 1        | 0      | 0           | 0          |
| S. Romero    | -              | -              | -              | -              | 4        | 0      | 0           | 0          | 1             | 0             | 0             | 1             | 1                | 0                | 0                | 0                | 6        | 0      | 0           | 1          |
| E. Bailly    | 12             | 0              | 0              | 1              | 1        | 0      | 0           | 0          | 1             | 0             | 0             | 0             | 4                | 0                | 1                | 0                | 18       | 0      | 1           | 1          |
| M. Darmian   | 6              | 0              | 0              | 0              | 1        | 0      | 0           | 0          | -             | -             | -             | -             | -                | -                | -                | -                | 7        | 0      | 0           | 0          |
| D. Dalot     | 16             | 0              | 3              | 0              | 2        | 0      | 1           | 0          | 1             | 0             | 0             | 0             | 4                | 0                | 0                | 0                | 23       | 0      | 4           | 0          |
| P. Jones     | 18             | 0              | 1              | 0              | 2        | 0      | 0           | 0          | 1             | 0             | 0             | 0             | 3                | 0                | 0                | 0                | 24       | 0      | 1           | 0          |
| V. Lindelöf  | 30             | 1              | 1              | 0              | 3        | 0      | 1           | 0          | -             | -             | -             | -             | 7                | 0                | 1                | 0                | 40       | 1      | 3           | 0          |
| M. Rojo      | 5              | 0              | 2              | 0              | -        | -      | -           | -          | -             | -             | -             | -             | 1                | 0                | 0                | 0                | 6        | 0      | 2           | 0          |
| L. Shaw      | 29             | 1              | 11             | 0              | 3        | 0      | 0           | 0          | -             | -             | -             | -             | 8                | 0                | 3                | 0                | 40       | 1      | 14          | 0          |
| C. Smalling  | 24             | 1              | 1              | 0              | 2        | 0      | 0           | 0          | -             | -             | -             | -             | 8                | 0                | 1                | 0                | 34       | 1      | 2           | 0          |
| A. Valencia  | 6              | 0              | 2              | 0              | -        | -      | -           | -          | -             | -             | -             | -             | 3                | 0                | 2                | 0                | 9        | 0      | 4           | 0          |
| A. Young     | 30             | 2              | 8              | 1              | 3        | 0      | 2           | 0          | 1             | 0             | 0             | 0             | 7                | 0                | 2                | 0                | 41       | 2      | 12          | 1          |
| A. Herrera   | 22             | 2              | 4              | 0              | 3        | 1      | 1           | 0          | 1             | 0             | 0             | 0             | 2                | 0                | 2                | 0                | 28       | 3      | 7           | 0          |
| A. Pereira   | 15             | 1              | 5              | 0              | 3        | 0      | 0           | 0          | -             | -             | -             | -             | 4                | 0                | 0                | 0                | 22       | 1      | 5           | 0          |
| Fred         | 17             | 1              | 2              | 0              | 1        | 0      | 0           | 0          | 1             | 0             | 0             | 0             | 6                | 0                | 1                | 0                | 25       | 1      | 3           | 0          |
| J. Garner    | 1              | 0              | 0              | 0              | -        | -      | -           | -          | -             | -             | -             | -             | -                | -                | -                | -                | 1        | 0      | 0           | 0          |
| A. Gomes     | 2              | 0              | 0              | 0              | -        | -      | -           | -          | -             | -             | -             | -             | -                | -                | -                | -                | 2        | 0      | 0           | 0          |
| J. Lingard   | 27             | 4              | 3              | 0              | 2        | 1      | 1           | 0          | 1             | 0             | 1             | 0             | 6                | 0                | 1                | 0                | 36       | 5      | 6           | 0          |
| Mata         | 22             | 3              | 3              | 0              | 3        | 1      | 0           | 0          | 1             | 1             | 0             | 0             | 6                | 1                | 0                | 0                | 32       | 6      | 3           | 0          |
| N. Matić     | 28             | 1              | 6              | 1              | 3        | 0      | 2           | 0          | 1             | 0             | 1             | 0             | 6                | 0                | 2                | 0                | 38       | 1      | 11          | 1          |
| S. McTominay | 16             | 2              | 1              | 0              | 3        | 0      | 0           | 0          | -             | -             | -             | -             | 3                | 0                | 0                | 0                | 22       | 2      | 1           | 0          |
| P. Pogba     | 35             | 13             | 6              | 0              | 3        | 1      | 0           | 0          | -             | -             | -             | -             | 9                | 2                | 0                | 1                | 47       | 16     | 6           | 1          |
| T. Chong     | 2              | 0              | 0              | 0              | 1        | 0      | 1           | 0          | -             | -             | -             | -             | 1                | 0                | 0                | 0                | 4        | 0      | 1           | 0          |
| M. Greenwood | 3              | 0              | 0              | 0              | -        | -      | -           | -          | -             | -             | -             | -             | 1                | 0                | 0                | 0                | 4        | 0      | 0           | 0          |
| R. Lukaku    | 32             | 12             | 4              | 0              | 3        | 1      | 0           | 0          | 1             | 0             | 0             | 0             | 9                | 2                | 1                | 0                | 45       | 15     | 5           | 0          |
| A. Martial   | 27             | 10             | 2              | 0              | 2        | 1      | 0           | 0          | 1             | 0             | 0             | 0             | 8                | 1                | 1                | 0                | 38       | 12     | 3           | 0          |
| M. Rashford  | 33             | 10             | 3              | 1              | 4        | 1      | 2           | 0          | -             | -             | -             | -             | 10               | 2                | 1                | 0                | 47       | 13     | 6           | 1          |
| A. Sánchez   | 20             | 1              | 3              | 0              | 3        | 1      | 0           | 0          | -             | -             | -             | -             | 4                | 0                | 0                | 0                | 27       | 2      | 3           | 0          |
| M. Fellaini  | 14             | 0              | 1              | 0              | 1        | 0      | 0           | 0          | 1             | 1             | 0             | 0             | 5                | 1                | 0                | 0                | 21       | 2      | 1           | 0          |